# Listă de piese de teatru italiene
Aceasta este o listă de piese de teatru italiene în ordine alfabetică:

## A
- 'A morte 'e Carnevale (1928), de Raffaele Viviani
- A Coperchia è caduta una stella (1933), de Peppino De Filippo
- Adelchi (1802), de Alessandro Manzoni
- Agamennone (1783), de Vittorio Alfieri
- Agide (1788), de Vittorio Alfieri
- Aiace (1810-1811), de Ugo Foscolo
- Alceste seconda (1798), de Vittorio Alfieri
- Amalasunta (1733), de Carlo Goldoni
- Angelica (1720), de Pietro Metastasio
- Antigone (1783), de Vittorio Alfieri
- Aristodemo (1784/1786), de Vincenzo Monti
- Arome siciliene (Lumie di Sicilia, 1910), de Luigi Pirandello
- Așa e (dacă vi se pare) (Così è (se vi pare), 1917), de Luigi Pirandello

## B
- Bădăranii (1760), de Carlo Goldoni
- Belisario  (1734), de Carlo Goldoni
- Bolnava prefăcută (1750), de Carlo Goldoni
- Bruto primo (1789), de Vittorio Alfieri
- Bruto secondo (1789), de Vittorio Alfieri

## C
- Cafeneaua, de Carlo Goldoni
- Caio Gracco (1802), de Vincenzo Monti
- Casa nouă, de Carlo Goldoni
- La Cassaria (1508), de Ludovico Ariosto
- Cetatea Soarelui (italiană: La città del Sole; latină: Civitas Solis, 1602) de Tommaso Campanella
- Cleopatra (1774 - 1775), de Vittorio Alfieri
- Curtezana ('La cortigiana, 1526), de Pietro Aretino
- La congiura de' Pazzi (1788), de Vittorio Alfieri
- Contele din Carmagnola (Il conte di Carmagnola, 1802), de Alessandro Manzoni

## D
- Dansul hârtiilor de Roberto Mazzucco[1]
- Doi gemeni venețieni (1747), de Carlo Goldoni
- Don Garzia (1789), de Vittorio Alfieri

## E
- L' Endimione (1721), de Pietro Metastasio

## F
- Familia anticarului (1750), de Carlo Goldoni
- Fata cinstită (1748), de Carlo Goldoni
- Femeile geloase, de Carlo Goldoni
- Femeile țâfnoase, de Carlo Goldoni
- Feudalul  (1752), de Carlo Goldoni
- La fiaccola sotto il moggio (1905) de Gabriele D'Annunzio
- Filippo (1783), de Vittorio Alfieri
- Filozoful (Il filosofo, 1546), de Pietro Aretino
- Flecărelile femeilor  (1750), de Carlo Goldoni
- Fraza, de Pietro Aretino

## G
- Gâlcevile din Chioggia, de Carlo Goldoni
- Galeotto Manfredi (1787), de Vincenzo Monti
- La Gioconda (1899), de Gabriele D'Annunzio
- Gl'ingannati (1531), comedie scrisă colectiv de Accademia degli Intronati (Siena)
- Gli studenti (1518-19), de Ludovico Ariosto
- Griselda (1734), de Carlo Goldoni

## H
- Hangița  (1753), de Carlo Goldoni
- Henric al IV-lea (1922), de Luigi Pirandello

## I
- Impostorul, de Carlo Goldoni
- Ipocritul (Lo ipocrito, 1542), de Pietro Aretino

## Î
- Întoarcerea din vilegiatură, de Carlo Goldoni

## L
- Lena (1528), de Ludovico Ariosto
- Liola, de Luigi Pirandello

## M
- Maria Stuarda (1788), de Vittorio Alfieri
- Mătrăguna (La mandragola, 1524), de Niccolò Machiavelli
- Merope (1785), de Vittorio Alfieri
- Metresa hanului, de Carlo Goldoni
- Mirra (1789), de Vittorio Alfieri
- Moartea accidentală a unui anarhic (Morte accidentale di un anarchico, 1970), de Dario Fo

## N
- Il Negromante (1520), de Ludovico Ariosto

## O
- Orazia (1546), de Pietro Aretino
- Oreste (1783), de Vittorio Alfieri
- Ottavia (1783), de Vittorio Alfieri

## P
- Pasărea verde (L'augellino belverde, 1765), de Carlo Gozzi
- Peripețiile vilegiaturii, de Carlo Goldoni
- Polinice (1781), de Vittorio Alfieri
- Potcovarul (Il marescalco, 1533), de Pietro Aretino

## R
- Ricciarda (1813), de Ugo Foscolo
- Rosmonda  (1734), de Carlo Goldoni
- Rosmunda (1783), de Vittorio Alfieri

## S
- Șase personaje în căutarea unui autor (Sei personaggi in cerca d'autore, 1921), de Luigi Pirandello
- Saul (1782), de Vittorio Alfieri
- Slugă la doi stăpâni (1746), de Carlo Goldoni
- Sofonisba (1789), de Vittorio Alfieri
- Substituții (1509), de Ludovico Ariosto

## T
- La talanta (1542), de Pietro Aretino
- Timoleone (1783), de Vittorio Alfieri
- La tragedia di Tisbe (1493, pierdută), de Ludovico Ariosto
- Tieste (1795), de Ugo Foscolo

## U
- Uriașii munților (piesă neterminată) (1936), de Luigi Pirandello
- Ursuzul binefăcător, de Carlo Goldoni

## V
- Văduva isteață  (1748), de Carlo Goldoni
- Virginia (1781), de Vittorio Alfieri
- Voluptatea onoarei (1917), de Luigi Pirandello